# عليآباد تشاهدغان (مقاطعة فهرج)
عليآباد تشاهدغان (بالفارسية: علی‌آباد چاهدگان) هي قرية تقع في ناحية نغين كوير في إيران. يقدر عدد سكانها بـ 775 نسمة .